# Miskinli, Gädäbäy
Miskinli, är en ort i Azerbajdzjan. Till 25 oktober 2011 hette orten Rüstäm Äliyev (azerbajdzjanska: Rüstəm Əliyev). Den ligger i distriktet Gädäbäy rajon, i den västra delen av landet, 300 km väster om huvudstaden Baku. Miskinli ligger 1 366 meter över havet och antalet invånare är 2 613.
Terrängen runt Miskinli är kuperad åt nordost, men åt sydväst är den bergig. Miskinli ligger nere i en dal. Närmaste större samhälle är distriktshuvudorten Gädäbäy , 8,6 km nordost om Miskinli. 
I omgivningarna runt Miskinli växer i huvudsak lövfällande lövskog. Runt Miskinli är det ganska glesbefolkat, med 38 invånare per kvadratkilometer.